# Почекуево
Почекуево — село в Большереченском районе Омской области. Административный центр Почекуевского сельского поселения.

## История
Основано в 1901 г. В 1928 г. состояло из 60 хозяйств, основное население — русские. В составе Коршуновского сельсовета Евгащинского района Тарского округа Сибирского края.

## Население
| 1926 | 2002 | 2010 | 2021 |
| ---- | ---- | ---- | ---- |
| 278  | ↗964 | ↘794 | ↘615 |

Национальный состав
Согласно результатам переписи 2002 года, в национальной структуре населения русские составляли 89 %.